# Superior Spider-Man Team-Up
Superior Spider-Man Team-Up è una serie a fumetti dedicata all'Uomo Ragno, pubblicata dalla Marvel Comics dal luglio 2013.
Questa è la prima serie che ha Superior Spider-Man come protagonista, oltre alla The Superior Spider-Man americana, dopo la chiusura di Amazing Spider-Man nel dicembre 2012 con il numero 700.
Superior Spider-Man Team-Up propone gli incontri avvenuti tra Spider-Man e gli altri supereroi Marvel, proseguendo idealmente lo spirito delle precedenti testate Marvel Team-Up e Avenging Spider-Man. La serie si è conclusa nel mese di aprile 2014 con il numero 12.
La testata in Italia è stata pubblicata su Spider-Man Universe, edita da Panini Comics, con la sola eccezione del secondo album, pubblicato su L'Uomo Ragno/Spider-Man n. 609.